# Calonectria rumohrae
Calonectria rumohrae är en svampart som beskrevs av El-Gholl & Alfenas 1997. Calonectria rumohrae ingår i släktet Calonectria och familjen Nectriaceae.   Inga underarter finns listade i Catalogue of Life.